# Ruth Alvarado
Ruth Alvarado Pflucker (Lima, 1956) es una arquitecta diseñadora peruana. Ganadora de diversos premios entre los que destaca el Premio Nacional de Arquitectura “Hexágono de Oro” en el año 2004. Tiene una amplia producción arquitectónica, abarcando viviendas unifamiliares y multifamiliares.

## Trayectoria
Ruth Alvarado ingresó en 1975 a la Universidad Ricardo Palma de Lima, siguió sus estudios en la Universidad de Virginia en Charlottesville, EUA. Durante los años posteriores a recibirse, continuó su formación con prácticas profesionales en estudios de arquitectura de ambos países.
Inició su ejercicio profesional de forma privada en 1983, en su natal Lima, entre sus proyectos destacan las viviendas unifamiliares y multifamiliares especialmente los ubicados en bordes costeros.
Sus obras ponen como manifiesto la importancia otorgada a la integración de la arquitectura y su contexto, crea una arquitectura ecléctica y lúdica entendiendo las condiciones propias del entorno, sin dejar a un lado las señales de una identidad cultural como la arquitectura incaica y los sistemas constructivos locales, además se caracteriza por la precisión en sus detalles, composición armónica y funcional.
Paralelamente a su oficina independiente, trabaja en OB+RA, un despacho donde colabora en conjunto con el arquitecto limeño Oscar Borasino, desde hace más de veinte años.
Entre sus obras conjuntas, sobresalen las de carácter institucional como la Nueva Sede Regional de la Organización Internacional del Trabajo (2004), ganadora del Premio Nacional de Arquitectura Hexágono de Oro en el 2004, el máximo galardón a nivel nacional otorgado por el Colegio de Arquitectos del Perú.
Alvarado también ha participado en conferencias a nivel internacional en Latinoamérica, Estados Unidos, Canadá y Europa recientemente, en el marco de Mextrópoli 2017, el festival internacional de arquitectura y ciudad celebrado en México.
Sus trabajos han sido recopilados en la monografía Ruth Alvarado, la vocación de una ciudad (1998), así como en diversos libros y revistas especializadas de Latinoamérica, Europa y Asia.
Es integrante activo de la Comunidad de Diseño del Perú.

## Obras

### Multifamiliares

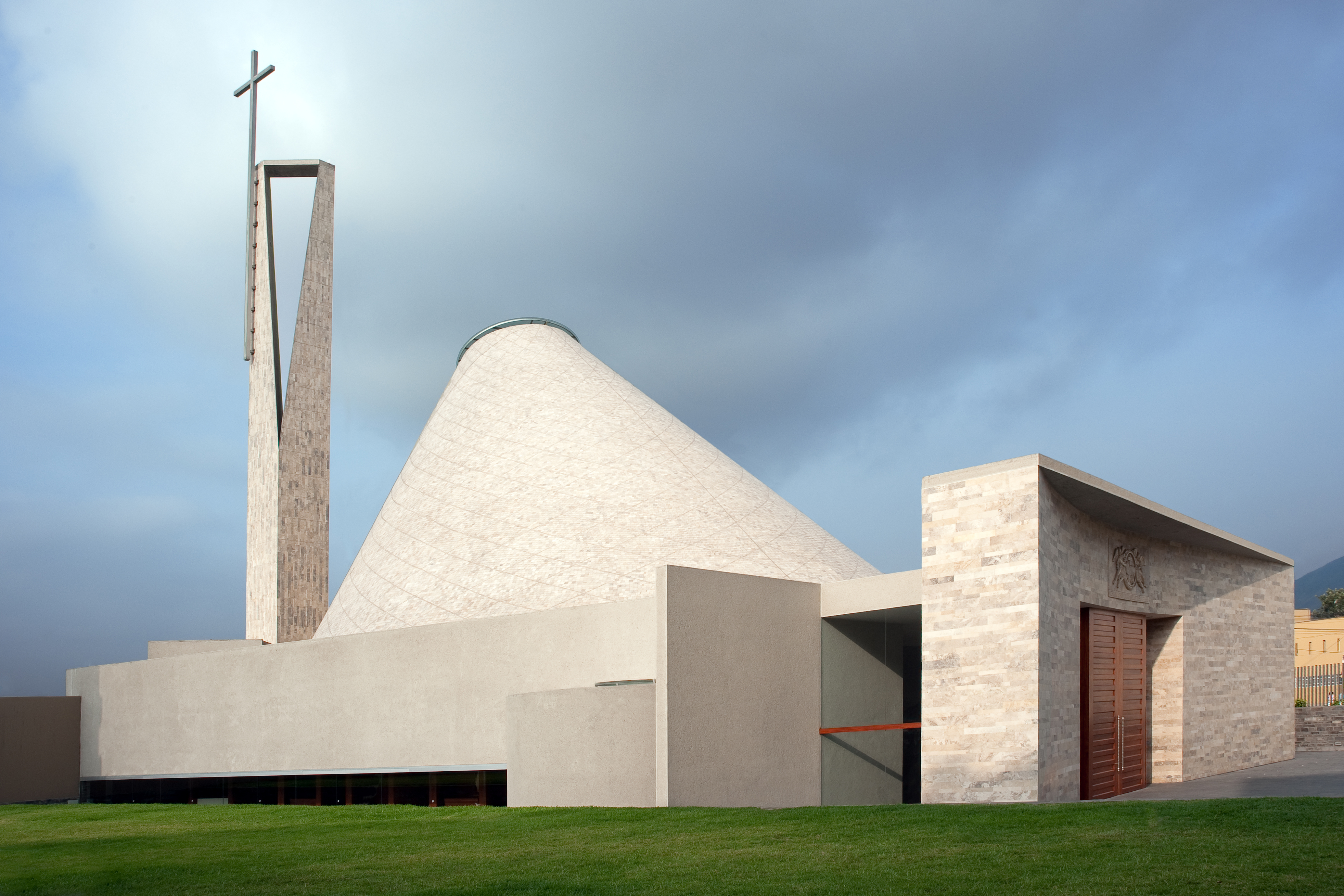
Iglesia Sagrado Corazón de Jesús

- Condominio multifamiliar de vivienda en Barranco, 1996.
- Conjunto multifamiliar de vivienda en Chorrillos,1995.
- Edificio Multifamiliar de vivienda en Miraflores,1995

### Viviendas
- Edificio de vivienda en playa La Honda, 1997.[7]
- Edificio de vivienda en Blas Cerdeña, San Isidro, 1997.
- Casa en El Olivar
- Casa la Quipa, 2013.
- La Casa Roja,[8]

### Obras conjuntas
- Nueva Sede Regional de la Organización Internacional del Trabajo,2004.
- Iglesia del Sagrado Corazón de Jesús, 2008 (junto a Alfredo Benavides y Cynthia Watmough).

- El Jardín de Senderos que se Bifurcan,2004.

## Premios y reconocimientos
- Premio Nacional de Arquitectura “Hexágono de Oro” en el año 2004 por el edificio Sede para Latinoamérica de la OIT.
- Finalista en las Bienales Iberoamericanas 2002, 2004 y 2006.
- Primer premio Celima a la Calidad Arquitectónica (2002-2003).
- Mención Honrosa en la Bienal Internacional de Quito,2002.

## Publicaciones
“Ruth Alvarado, La vocación de una ciudad”, Menhir Libros, México (1998).
"OB+RA. Desde el paisaje peruano." Oscar Borasino y Ruth Alvarado